# Eje volcánico guatemalteco-salvadoreño
El eje volcánico guatemalteco-salvadoreño es una alineación montañosa de América Central, desde la frontera mexicano-guatemalteca hasta Nicaragua, paralela a la costa del Pacífico.
Su pico de altura es de 4.220 m, que está ubicada en el Tajumulco, en Guatemala. En esta formación hay volcanes activos (Fuego, Izalco).
- Datos: Q5476327